# Sissel Kyrkjebø
Sissel Kyrkjebø, nota anche con lo pseudonimo di Sissel (Bergen, 24 giugno 1969), è una cantante norvegese.
È famosa per aver cantato l'Inno olimpico alle cerimonie di apertura e di chiusura dei XVII Giochi olimpici invernali di Lillehammer del 1994, per i duetti con Plácido Domingo, Charles Aznavour, José Carreras, Neil Sedaka, Warren G, Josh Groban, Russell Watson e The Chieftains e per la sua partecipazione alla colonna sonora del film Titanic.
È considerata uno dei soprani più versatili del mondo. Lo stile musicale di Sissel spazia dalla musica pop e dal folk alla classica e all'opera.
Ha venduto circa 10 milioni di album, molti dei quali in Norvegia.
L'album Sissel del 1986 per la Universal raggiunge la prima posizione per dodici settimane in Norvegia.
L'album Glade Jul del 1987 per la Noahs Ark ha raggiunto la prima posizione per cinque settimane in Norvegia.
L'album Soria Moria del 1989 per la Mercury ha raggiunto la prima posizione per tre settimane in Norvegia.
L'album Gift Of Love del 1992 per la Stageway Records raggiunge la nona posizione in Norvegia.
Nel 1994 l'album Innerst I Sjelen per la Mercury raggiunge la prima posizione per due settimane in Norvegia ed il singolo Se ilden lyse arriva primo per tre settimane in Norvegia.
L'album Plácido Domingo · Sissel Kyrkjebø · Charles Aznavour – Christmas In Vienna III del 1995 per la Sony ha raggiunto la 1ª posizione per quattro settimane in Norvegia.
Nel 1996 il singolo Prince Igor con Warren G arriva in prima posizione per sette settimane in Norvegia, in terza in Svezia, in sesta in Francia e nei Paesi Bassi, ottavo in Germania e decimo in Finlandia.
L'album Julekonserten del 1999 con l'Oslo Gospel Choir ed Ole Edvard Antonsen per la Polygram Nordisc ha raggiunto la terza posizione in Norvegia.
L'album All Good Things del 2001 per la Stageway ha raggiunto la 3ª posizione in Norvegia, la quinta in Danimarca e la sesta in Svezia.
L'album In Symphony del 2001 per la Mercury ha raggiunto la seconda posizione in Norvegia e la terza in Danimarca.
L'album Plácido Domingo: Sacred Songs con Coro Sinfonico di Milano Giuseppe Verdi, Marcello Viotti, Domingo & Sissel, del 2002 per la Deutsche Grammophon raggiunge l'ottava posizione in Danimarca.
L'album My Heart del 2004 per la Stageway raggiunge la seconda posizione in Svezia e Norvegia e la settima in Danimarca.
L'album Nordisk Vinternatt del 2005 per la Mercury raggiunge la seconda posizione in Norvegia, la quinta in Svezia e la sesta in Danimarca.
L'album Sissel: De Beste 1986-2006 del 2006 per la Universal ha raggiunto la terza posizione in Svezia e Norvegia e la quarta in Danimarca.
L'album Spirit of The Season: Christmas with Sissel and The Mormon Tabernacle Choir del 2007 per la Mormon Tabernacle Choir ha raggiunto l'ottava posizione in Norvegia.
L'album Strålande Jul con Og Odd del 2009 per la Universal ha raggiunto la prima posizione per sei settimane in Norvegia e la settima in Svezia.
L'album ...TIL DEG... del 2010 per la Mercury ha raggiunto la seconda posizione in Norvegia e la quinta in Danimarca.